# Eretmapodites melanopous
Eretmapodites melanopous är en tvåvingeart som beskrevs av Graham 1909. Eretmapodites melanopous ingår i släktet Eretmapodites och familjen stickmyggor. Inga underarter finns listade i Catalogue of Life.